# Tryssaturus spinipes
Tryssaturus spinipes är en kvalsterart som beskrevs av Hopkins 1967. Tryssaturus spinipes ingår i släktet Tryssaturus och familjen Aturidae. Inga underarter finns listade i Catalogue of Life.